# Воронець (Більський повіт)
Воронець (пол. Woroniec) — село в Польщі, у гміні Біла Підляська Більського повіту Люблінського воєводства. Населення — 367 осіб (2011).

## Історія
За даними етнографічної експедиції 1869—1870 років під керівництвом Павла Чубинського, у селі переважно проживали римо-католики, меншою мірою — греко-католики, які здебільшого розмовляли українською мовою.

## Демографія
Демографічна структура станом на 31 березня 2011 року:
|          | Загалом | Допрацездатний вік | Працездатний вік | Постпрацездатний вік |
| -------- | ------- | ------------------ | ---------------- | -------------------- |
| Чоловіки | 173     | 27                 | 131              | 15                   |
| Жінки    | 194     | 48                 | 120              | 26                   |
| Разом    | 367     | 75                 | 251              | 41                   |